# Trefnydd du Senedd
Pour les articles homonymes, voir Chef parlementaire.
Au pays de Galles, le titre de trefnydd, également connu sous celui de chef parlementaire (Leader of the House en anglais), est un poste attribué au membre du gouvernement responsable des travaux législatifs au Senedd, l’assemblée parlementaire du pays de Galles. Son titulaire siège ex officio au sein du cabinet, l’organe de décision ultime du gouvernement.
Introduite par Alun Michael en 1999, la charge est connue depuis 2000 sous différents rangs anglophones, dont ceux de secrétaire (Secretary en anglais), de responsable (Manager en anglais) ou de ministre (Minister en anglais et Gweinidog en gallois). Brièvement dotée d’un poste délégué en 2007, la fonction est toujours couplée à d’autres portefeuilles ministériels, sauf entre 1999 et 2002 et entre 2005 et 2007. Depuis la formation du second gouvernement de Mark Drakeford le 13 mai 2021, Lesley Griffiths (en) est titrée trefnydd. Elle occupe également la fonction de ministre des Affaires rurales et du Nord du pays de Galles.

## Description

### Historique de la fonction
Un poste de chef parlementaire est créé le 12 mai 1999 par le premier secrétaire Alun Michael à la formation du premier « cabinet de l’Assemblée »,, la structure exécutive collégiale de l’assemblée nationale pour le pays de Galles. Au 22 février 2000, son intitulé anglophone est modifié en secrétaire aux Affaires par son successeur Rhodri Morgan, et, le 16 octobre suivant, lorsque le Parti travailliste gallois entre en coalition avec les démocrates libéraux, il prend le titre de responsable des Affaires, bien qu’il fasse toujours partie des membres supérieurs du cabinet. Lors d’une modification des attributions au sein de l’équipe opérée le 26 février 2002, Rhodri Morgan attache cette position à Carwyn Jones, le ministre des Affaires rurales. Aussi, la dignité anglophone est élevée au rang de ministre à la faveur d’un remaniement survenu le 18 juin suivant, tandis que Carwyn Jones acquiert la nouvelle responsabilité du gouvernement ouvert,,,,,.

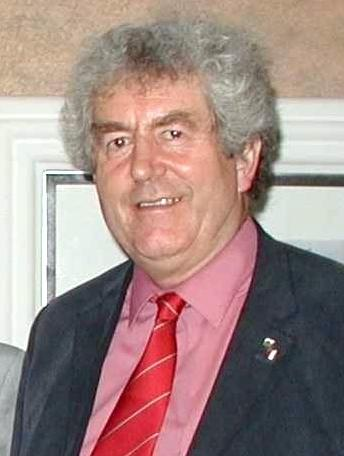
Rhodri Morgan forme brièvement un poste délégué lors de la mise en place de son gouvernement en 2007.

Sous la IIe Assemblée galloise, reconduit à son poste, le premier ministre Rhodri Morgan désigne une ministre chargée des affaires de la chambre à qui il couple la responsabilité de whip en chef dans le cabinet minoritaire travailliste qu’il forme le 8 mai 2003. Cependant, au cours du cycle parlementaire, Rhodri Morgan procède le 10 janvier 2005 à une réallocation des postes de son cabinet dans laquelle Jane Hutt, destituée de sa fonction de ministre de la Santé et de Protection sociale, est affectée à la position de responsable des Affaires, sans aucune autre charge.
Lors de la mandature suivante, dans le gouvernement de transition mis en place le 31 mai 2007, le premier ministre sortant confie les affaires parlementaires ainsi que le budget à une même ministre, et, par la même occasion, il érige un poste secondaire en faveur d’un membre inférieur de l’exécutif prenant le rang de vice-ministre et la charge de la conduite déléguée des travaux législatifs tout comme celle de whip en chef. Entré en coalition avec les nationalistes de Plaid Cymru, Rhodri Morgan révèle le 19 juillet 2007 une nouvelle équipe ministérielle dans laquelle les affaires législatives sont allouées au conseiller général sous l’intitulé de chef parlementaire (Leader of the House en anglais et Arweinydd y Tŷ en gallois ; littéralement « chef de la Chambre » dans les deux cas), sans vice-ministre sous sa tutelle cette fois-ci, mais toujours avec un siège au sein du cabinet,,.
Démissionnaire de sa position de premier ministre, Rhodri Morgan est remplacé au 9 décembre 2009 par Carwyn Jones, conseiller général et chef parlementaire sortant dans le gouvernement précédent. Ce dernier nomme le lendemain une seule et même ministre pour les thématiques du budget et des affaires parlementaires en la personne de Jane Hutt, avec rang de ministre. Reconduit à la direction du gouvernement au début de la législature suivante, Carwyn Jones procède à une simple modification des appellations de la ministre concernée, désormais qualifiée de ministre des Finances et de chef parlementaire, au sein de l’exécutif formé le 13 mai 2011. Toutefois, bien qu’il conserve la même personnalité en « chef en chambre » dans la structure gouvernementale annoncée le 19 mai 2016, il lui retire l’attribution des finances au profit de la position de whip en chef, dans la foulée de l’entrée en fonction de la Ve Assemblée galloise. Cette double position — qui offre à son titulaire de participer aux réunions du cabinet — survit au remaniement ministériel opéré le 3 novembre 2017, avec une nouvelle personnalité dans le rôle,,,,.
Le 12 décembre 2018, le secrétaire de cabinet aux Finances et au Gouvernement local Mark Drakeford est désigné successeur de Carwyn Jones dans la position de chef du gouvernement par les membres de l’Assemblée, une semaine après son élection en tant que dirigeant du parti travailliste au pays de Galles. Le lendemain, le nouveau premier ministre met en place une équipe ministérielle au sein de laquelle il confie à une membre du cabinet le double poste de ministre des Finances et Trefnydd, nouvelle appellation anglophone et gallophone du chef en chambre. À la suite de l’ouverture du sixième cycle parlementaire, intervenue après des élections générales, Mark Drakeford nomme le 13 mai 2021 un autre gouvernement où les portefeuilles de la partie septentrionale du pays de Galles, des affaires rurales et parlementaires sont affectés à une seule personnalité, qui fait encore partie des membres supérieurs de l’exécutif,,,.

### Variations des intitulés ministériels
Le tableau suivant dresse les variations des différents titres attribués aux chefs parlementaires depuis la création de la fonction en 1999.
| Poste de plein exercice | Poste délégué | Période     | Exécutif                   |
| --- | --- | ----------- | -------------------------- |
| Trefnydd | Titre non attribué | 1999-2000   | Cabinet Michael            |
| Secrétaire aux Affaires [d’assemblée] Secretary for Business Trefnydd | Titre non attribué | 2000        | Cabinet Morgan (1)         |
| Responsable des Affaires [d’assemblée] Business Manager Trefnydd | Titre non attribué | 2000-2002   | Cabinet Morgan (2)         |
| Ministre des Affaires rurales et responsable des Affaires [d’assemblée] Minister for Rural Affairs and Business Manager Gweinidog dros Faterion Gwledig a’r Trefnydd                           | Titre non attribué | 2002        | Cabinet Morgan (2)         |
| Ministre du Gouvernement ouvert, ministre des Affaires [d’assemblée] Minister for Open Government, Business Minister Gweindog dros Llywodraeth Agored, Trefnydd                                | Titre non attribué | 2002-2003   | Cabinet Morgan (2)         |
| Ministre des Affaires d’assemblée et whip en chef Minister for Assembly Business and Chief Whip Trefnydd a’r Phrif Chwip                                                                       | Titre non attribué | 2003-2005   | Cabinet Morgan (3)         |
| Responsable des Affaires [d’assemblée] Business Manager Trefnydd | Titre non attribué | 2005-2007   | Cabinet Morgan (3)         |
| Ministre du Budget et des Affaires [d’assemblée] Minister for Budget and Business Gweinidog dros Gyllideb a Rheoli Busnes                                                                      | Whip en chef et vice-ministre des Affaires [d’assemblée] Chief Whip and Deputy Minister for Business Prif Chwip a’r Ddirprwy Drefnydd | 2007        | Gouvernement Morgan (1)    |
| Conseiller général et chef parlementaire Counsel General and Leader of the House Cwnsler Cyffredinol ac Arweinydd y Tŷ                                                                         | Titre non attribué | 2007-2009   | Gouvernement Morgan (2)    |
| Ministre des Affaires [d’assemblée] et du Budget Minister for Business and Budget Gweinidog dros Fusnes a’r Gyllideb                                                                           | Titre non attribué | 2009-2011   | Gouvernement Jones (1)     |
| Ministre des Finances et chef parlementaire Minister for Finance and Leader of the House Gweinidog dros Gyllid ac Arweinydd y Tŷ                                                               | Titre non attribué | 2011-2016   | Gouvernement Jones (2)     |
| Chef parlementaire et whip en chef Leader of the House and Chief Whip Arweinydd y Tŷ a’r Prif Chwip                                                                                            | Titre non attribué | 2016-2018   | Gouvernement Jones (3)     |
| Ministre des Finances et trefnydd Minister for Finance and Trefnydd Gweinidog dros Gyllid a’r Trefnydd                                                                                         | Titre non attribué | 2018-2021   | Gouvernement Drakeford (1) |
| Ministre des Affaires rurales et du Nord du pays de Galles, et trefnydd Minister for Rural Affairs and North Wales, and Trefnydd Gweinidog dros Materion Gwledig a Gogledd Cymru, a’r Trefnydd | Titre non attribué | Depuis 2021 | Gouvernement Drakeford (2) |

## Rôle
Les fonctions du chef parlementaire sont :
- la gestion des affaires gouvernementales au Senedd en lien avec le règlement intérieur du parlement ;
- la déclaration hebdomadaire de travaux du Parlement ;
- la représentation du gouvernement au sein du comité des Affaires ;
- la liaison avec les autres partis du programme législatif gouvernemental (sauf pour les projets de loi étant de la responsabilité d’un ministre).

En tant que ministre, le titulaire de la charge dispose d’un salaire annuel de 105 701 £ pour l’année 2020-2021.

## Liste des titulaires

### Poste de plein exercice
| Identité         | Groupe                                                          | Groupe             | Période | Chef de l’exécutif | Qualité                                                                        |
| ---------------- | --------------------------------------------------------------- | ------------------ | --- | --- | ------------------------------------------------------------------------------ |
| Andrew Davies    |                                                                 | Parti travailliste | 12 mai 1999 — 26 février 2002 (2 ans, 9 mois et 14 jours) | Alun Michael | Membre de l’Assemblée (1999-2011), élu dans la circonscription de Swansea West |
| Andrew Davies    | Rhodri Morgan                                                   | Parti travailliste | 12 mai 1999 — 26 février 2002 (2 ans, 9 mois et 14 jours) | | Membre de l’Assemblée (1999-2011), élu dans la circonscription de Swansea West |
| Carwyn Jones     | 26 février 2002 — 7 mai 2003 (1 an, 2 mois et 11 jours)         | Parti travailliste | Membre de l’Assemblée puis du Senedd (1999-2021), élu dans la circonscription de Bridgend Ministre des Affaires rurales (2002) Ministre du Gouvernement ouvert (2002-2003) | |                                                                                |
| Karen Sinclair   | 8 mai 2003 — 10 janvier 2005 (1 an, 8 mois et 2 jours)          | Parti travailliste | Membre de l’Assemblée puis du Senedd (1999-2011), élue dans la circonscription de Clwyd South Whip en chef (2000-2007)                                                     | |                                                                                |
| Jane Hutt        | 10 janvier 2005 — 19 juillet 2007 (2 ans, 6 mois et 9 jours)    | Parti travailliste | Membre de l’Assemblée puis du Senedd (depuis 1999), élue dans la circonscription de Vale of Glamorgan                                                                      | |                                                                                |
| Carwyn Jones     | 19 juillet 2007 — 9 décembre 2009 (2 ans, 4 mois et 20 jours)   | Parti travailliste | Membre de l’Assemblée puis du Senedd (1999-2021), élu dans la circonscription de Bridgend Conseiller général (2007-2009)                                                   | |                                                                                |
| Jane Hutt        | 10 décembre 2009 — 3 novembre 2017 (7 ans, 10 mois et 24 jours) | Parti travailliste | Carwyn Jones | Membre de l’Assemblée puis du Senedd (depuis 1999), élue dans la circonscription de Vale of Glamorgan Ministre du Budget (2009-2011) Ministre des Finances (2011-2016) Whip en chef (2016-2017)               |                                                                                |
| Julie James      | 3 novembre 2017 — 12 décembre 2018 (1 an, 1 mois et 10 jours)   | Parti travailliste | Carwyn Jones | Membre de l’Assemblée puis du Senedd (depuis 2011), élue dans la circonscription de Swansea West Whip en chef (2017-2018)                                                                                     |                                                                                |
| Rebecca Evans    | 13 décembre 2018 — 12 mai 2021 (2 ans, 4 mois et 29 jours)      | Parti travailliste | Mark Drakeford | Membre de l’Assemblée puis du Senedd (depuis 2011), élue dans la région électorale de Mid and West Wales (2011-2016), puis dans la circonscription de Gower (depuis 2016) Ministre des Finances (depuis 2018) |                                                                                |
| Lesley Griffiths | En fonction depuis le 13 mai 2021 (3 ans, 10 mois et 1 jour)    | Parti travailliste | Mark Drakeford | Membre de l’Assemblée puis du Senedd (depuis 2007), élue dans la circonscription de Wrexham Ministre des Affaires rurales et du Nord du pays de Galles (depuis 2021)                                          |                                                                                |

Galerie des titulaires du poste
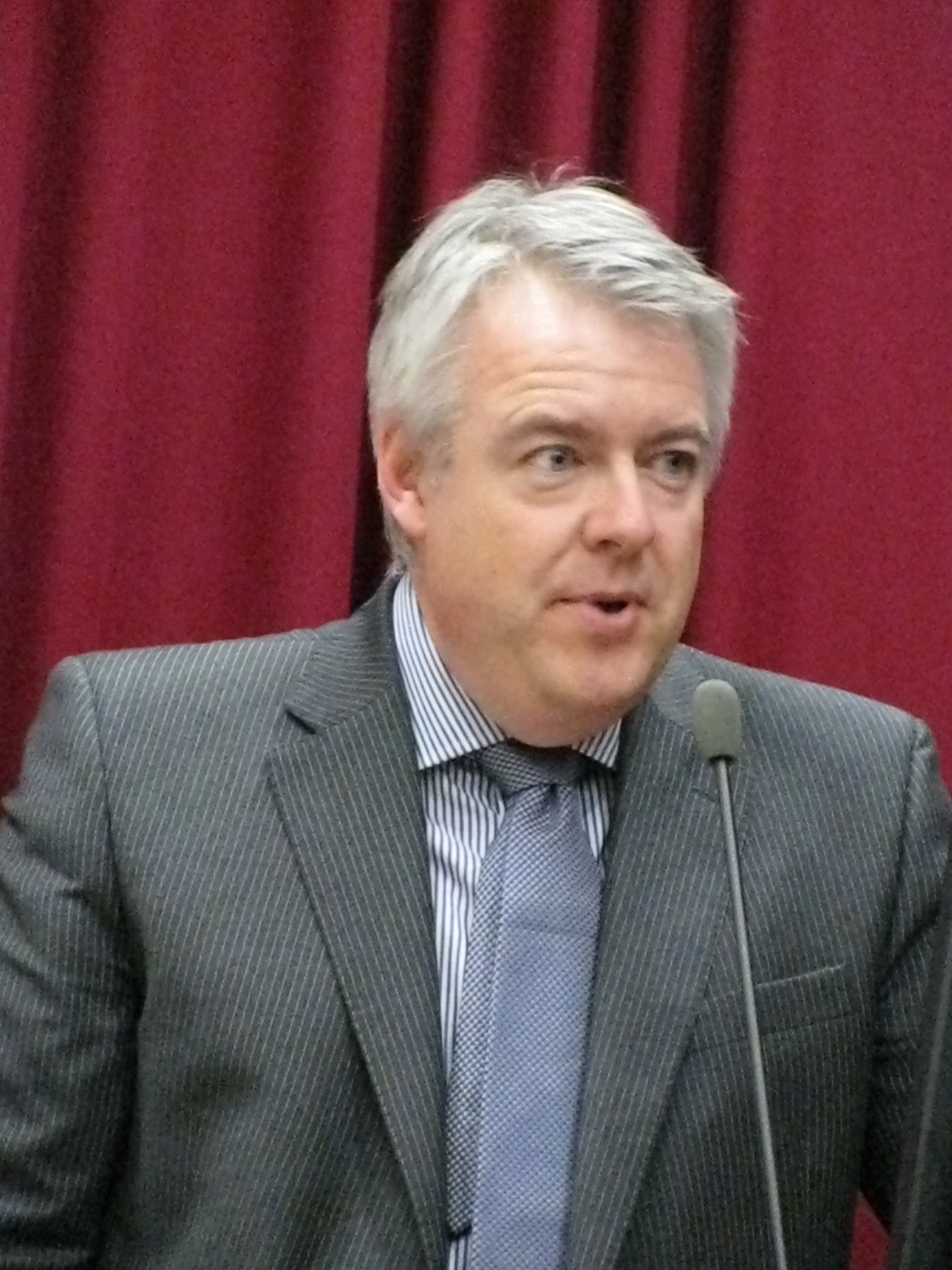
Carwyn Jones (de 2002 à 2003 et de 2007 à 2009)
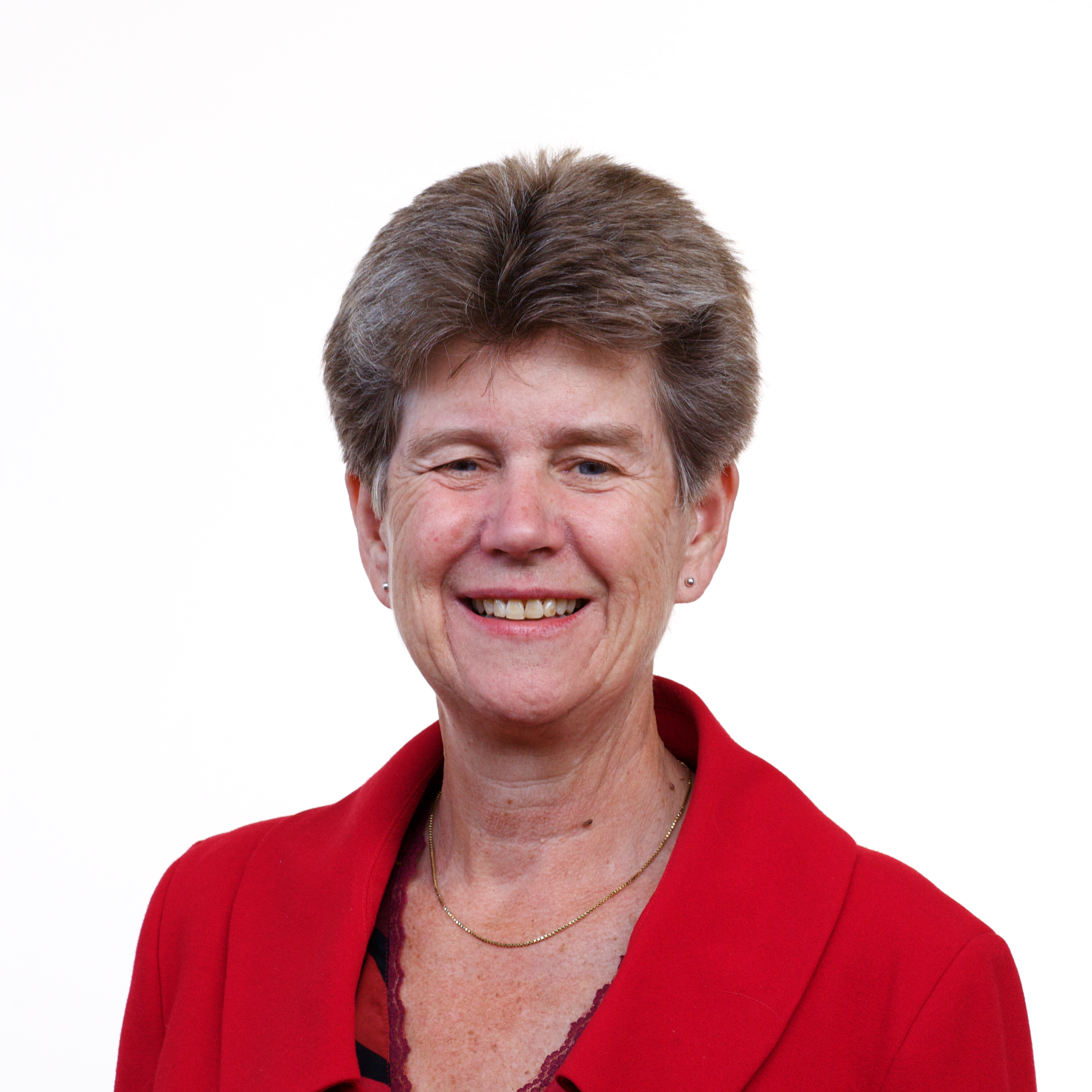
Jane Hutt (de 2005 à 2007 et de 2009 à 2017)
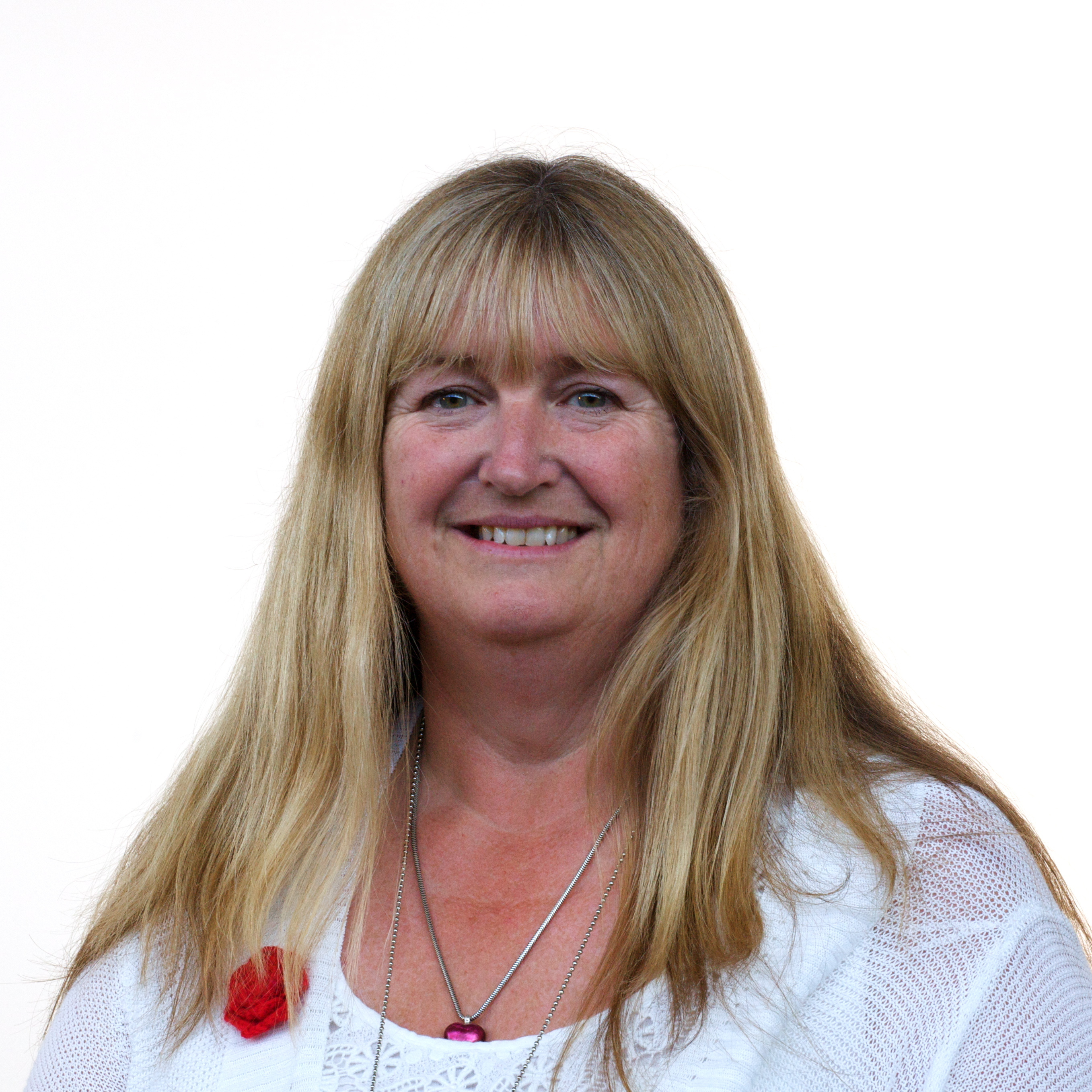
Julie James (2017-2018)
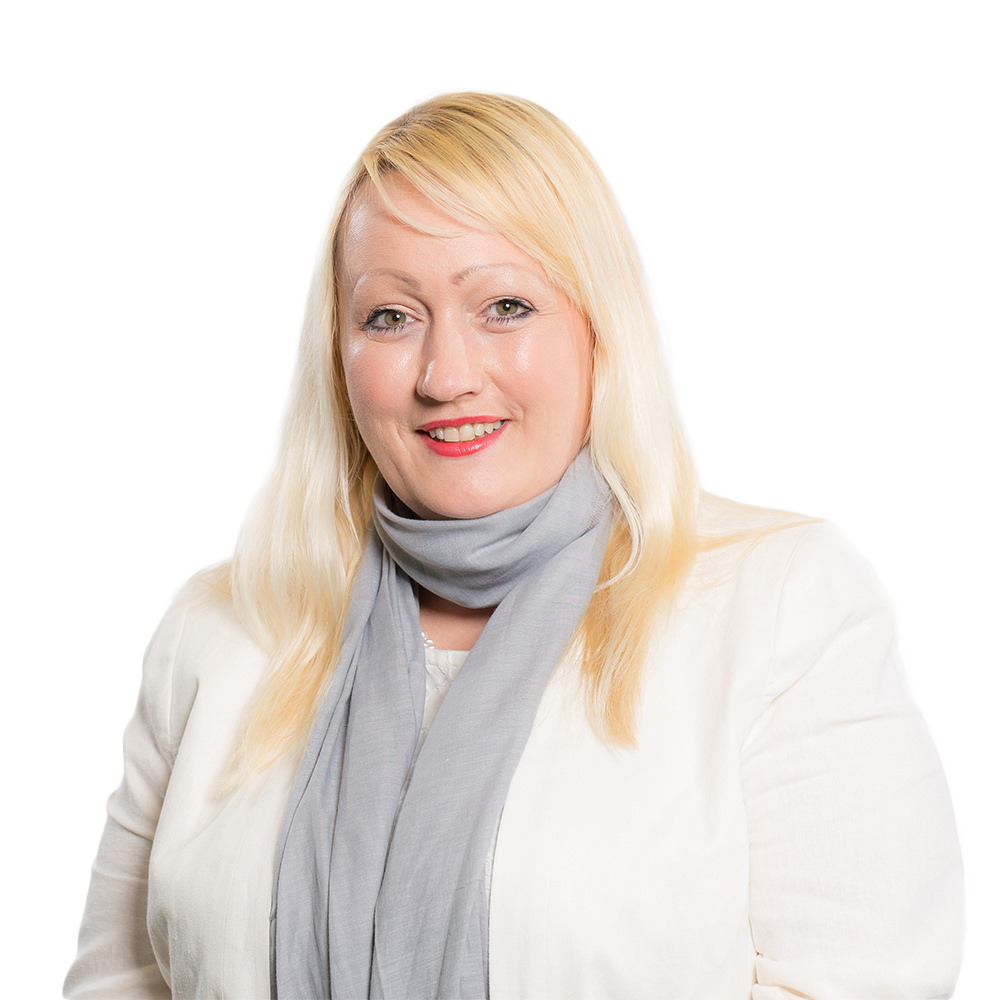
Rebecca Evans (2018-2021)
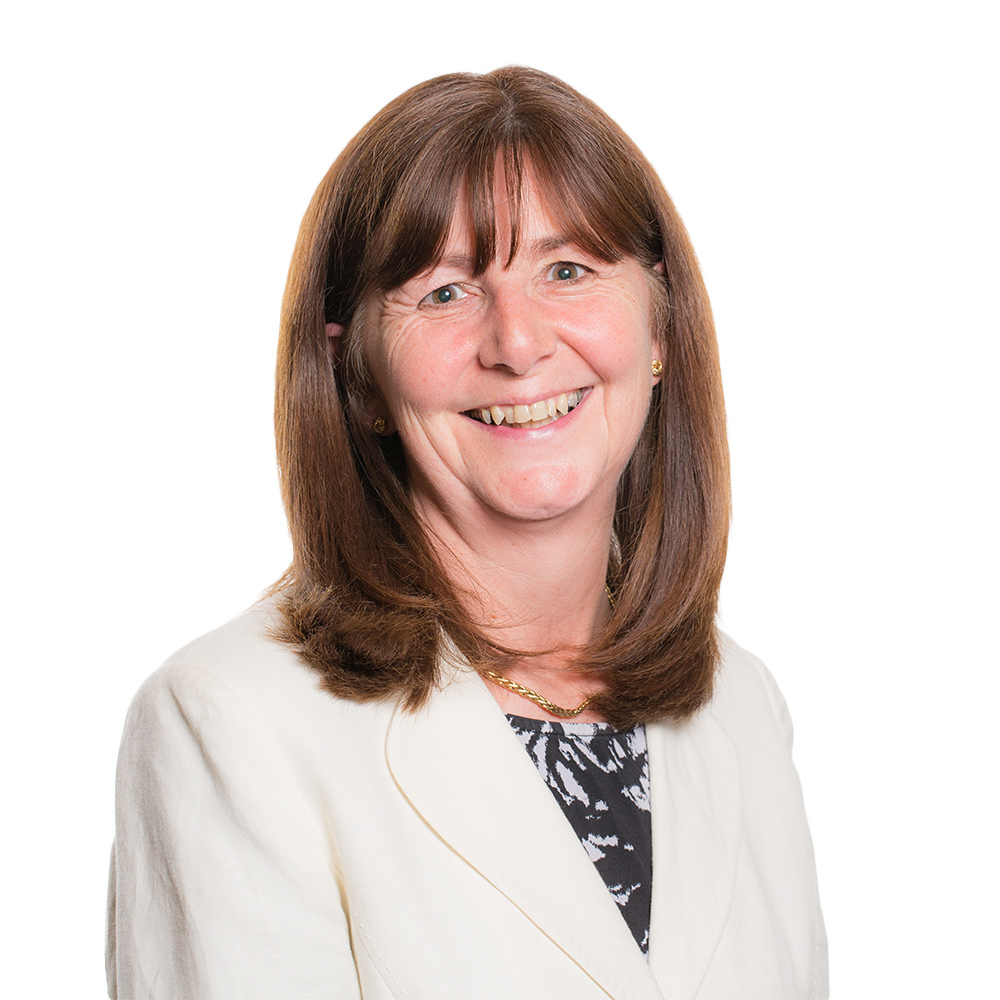
Lesley Griffiths (depuis 2021)

### Poste délégué
| Identité      | Groupe | Groupe             | Période                                            | Tutelle   | Premier ministre | Qualité                                                                                               |
| ------------- | ------ | ------------------ | -------------------------------------------------- | --------- | ---------------- | --- |
| Carl Sargeant |        | Parti travailliste | 31 mai 2007 — 19 juillet 2007 (1 mois et 18 jours) | Jane Hutt | Rhodri Morgan    | Membre de l’Assemblée (2003-2017), élu dans la circonscription d’Alyn and Deeside Whip en chef (2007) |

Galerie du titulaire du poste délégué
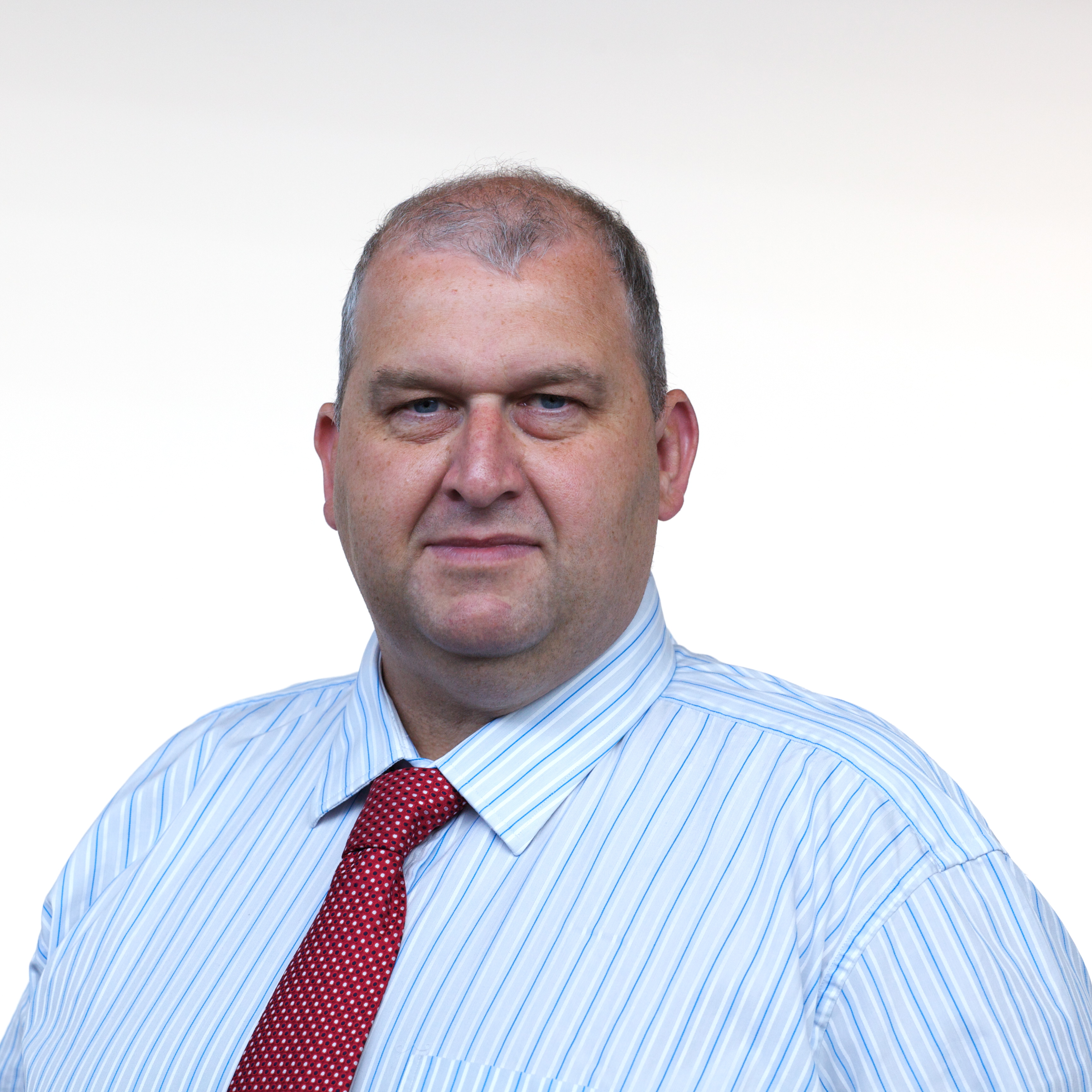
Carl Sargeant (2014-2016)